# Węgrzce Wielkie (gmina)
Węgrzce Wielkie – dawna gmina wiejska istniejąca w latach 1934–1941 w woj. krakowskim (dzisiejsze woj. małopolskie). Siedzibą władz gminy były Węgrzce Wielkie.
Gmina zbiorowa Węgrzce Wielkie została utworzona 1 sierpnia 1934 roku w powiecie krakowskim w woj. krakowskim z dotychczasowych jednostkowych gmin wiejskich Brzegi, Grabie, Kokotów, Mała Wieś, Ochmanów, Strumiany, Śledziejowice, Węgrzce Wielkie, Zabawa i Zakrzów.
Podczas okupacji hitlerowskiej (w 1941) gmina została zniesiona wchodząc w skład nowo utworzonej gminy Wieliczka.
Uwaga: Nie mylić z dawną gminą Węgrzce (wcześniej i obecnie jako gmina Zielonki) położoną na północ od Krakowa, podczas gdy gmina Węgrzce Wielkie była położona na południe od Krakowa.